# Арин
Арин (арм. Արին) — село в Вайоцдзорской области Армении.

## География
Село расположено в центральной части марза, к северу от реки Арпы, на расстоянии 22 километров к востоку-юго-востоку (ESE) от города Ехегнадзор, административного центра области. Абсолютная высота — 1630 метров над уровнем моря.
Климат
Климат характеризуется как умеренно холодный, влажный (Dfb в классификации климатов Кёппена). Среднегодовая температура воздуха составляет 8,7 °C. Средняя температура самого холодного месяца (января) составляет −4,1 °С, самого жаркого месяца (июля) — 20,7 °С. Расчётная многолетняя норма атмосферных осадков — 424 мм. Наибольшее количество осадков выпадает в мае (72 мм).

## Население
| Год переписи | Население          | Население          | Население          | Население            | Население            | Население            |
| Год переписи | Наличное население | Наличное население | Наличное население | Постоянное население | Постоянное население | Постоянное население |
| Год переписи | Всего              | Мужчины            | Женщины            | Всего                | Мужчины              | Женщины              |
| ------------ | ------------------ | ------------------ | ------------------ | -------------------- | -------------------- | -------------------- |
| 2001         | 240                | 127                | 113                | 264                  | 142                  | 122                  |
| 2011         | 284                | 140                | 144                | 309                  | 159                  | 150                  |

| Год  | Численность | Численность |
| ---- | ----------- | ----------- |
| 1873 | 87          | [ 8 ]       |
| 1897 | 126         | [ 8 ]       |
| 1926 | 143         | [ 8 ]       |
| 1939 | 201         | [ 8 ]       |
| 1970 | 241         | [ 9 ]       |
| 1989 | 254         | [ 10 ]      |
| 2001 | 264         | [ 8 ]       |
| 2011 | 309         | [ 11 ]      |